# Étrigny
Étrigny ist eine französische Gemeinde mit 481 Einwohnern (Stand: 1. Januar 2022) im Département Saône-et-Loire in der Region Bourgogne-Franche-Comté; sie gehört zum Arrondissement Chalon-sur-Saône und ist Teil des Kantons Tournus (bis 2015: Kanton Sennecey-le-Grand). Die Einwohner werden Etrignalais genannt.

## Geografie
Étrigny liegt etwa 21 Kilometer südsüdwestlich von Chalon-sur-Saône. Das Gemeindegebiet wird im Westen vom Fluss Grison durchquert. Umgeben wird Étrigny von den Nachbargemeinden Nanton im Norden, Mancey im Osten, La Chapelle-sous-Brancion im Süden, Chapaize im Südwesten, Champagny-sous-Uxelles im Westen und Südwesten, Bresse-sur-Grosne im Westen sowie La Chapelle-de-Bragny im Westen und Nordwesten.

## Bevölkerungsentwicklung
| Jahr                      | 1936 | 1954 | 1962 | 1968 | 1975 | 1982 | 1990 | 1999 | 2006 | 2013 |
| Einwohner                 | 546  | 458  | 422  | 389  | 371  | 355  | 352  | 395  | 434  | 452  |
| Quelle: Cassini und INSEE |      |      |      |      |      |      |      |      |      |      |

## Sehenswürdigkeiten
- Kirche Saint-Jean-Baptiste aus dem 18. Jahrhundert
- Kirche Saint-Martin im Ortsteil Champlieu
- Kapelle Saint-Roch im Ortsteil Tallant

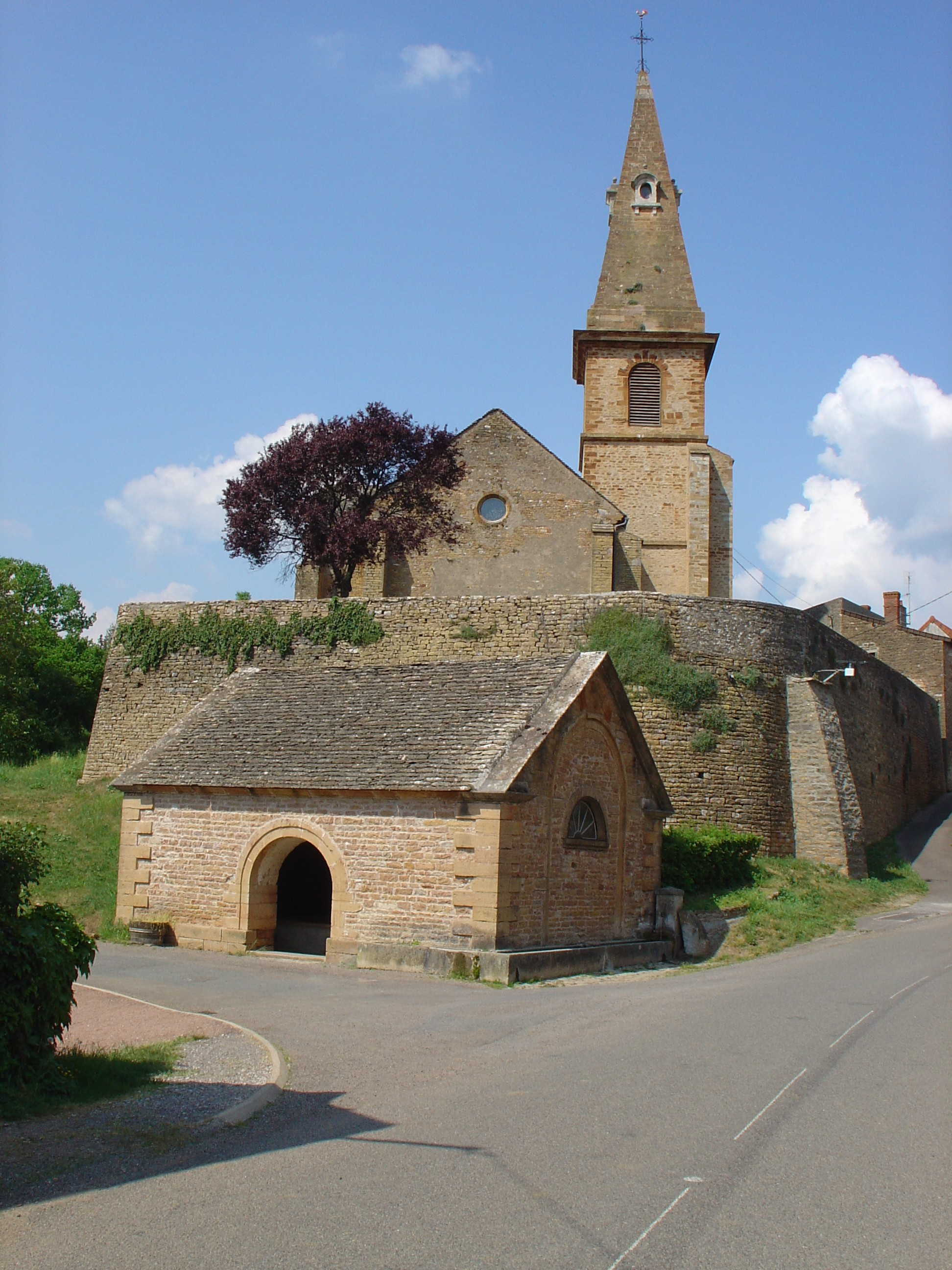
Kirche Saint-Jean-Baptiste

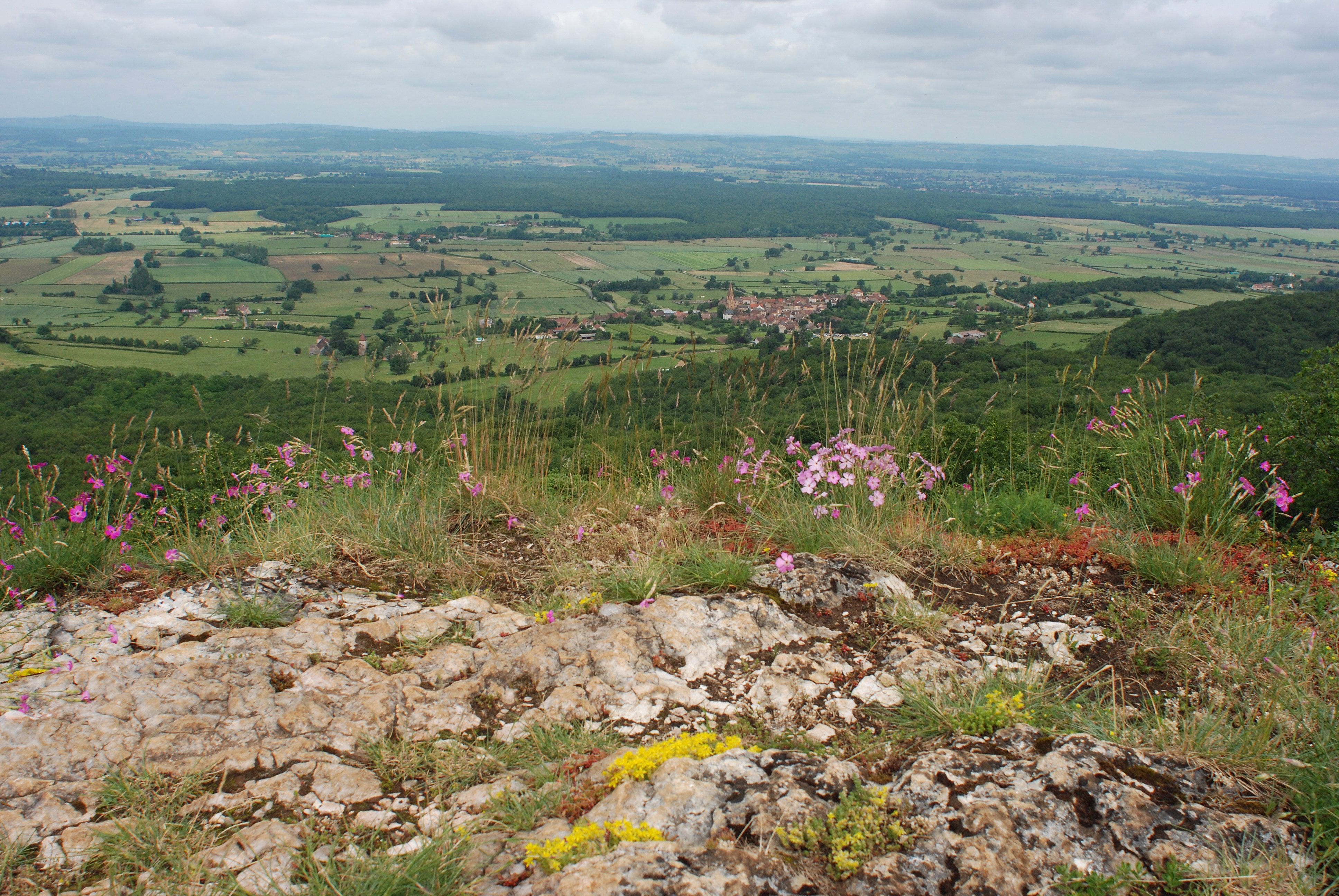
Blick vom Roche d'Aujoux auf Etrigny

- Burg Balleure
- Schloss Chevannes